# Niko Kovač
Niko Kovač (Berlino, 15 ottobre 1971) è un allenatore di calcio ed ex calciatore croato, di ruolo centrocampista, tecnico del Borussia Dortmund.

## Biografia
Il fratello minore, Robert, ritiratosi dal calcio nel 2010, è stato anch'egli giocatore della nazionale croata.

## Carriera

### Giocatore

#### Club
Dal 1991 al 1996 gioca con la casacca dell'Hertha Berlino scendendo in campo 148 volte. Nell'estate 1996 passa al Bayer Leverkusen, dove resterà per tre stagioni; successivamente passa per altre due all'Amburgo. Nel 2001 viene acquistato dal Bayern Monaco, con cui conquista un campionato, una coppa tedesca e una coppa intercontinentale.
Dal 2006 gioca in Austria, nel Salisburgo, allenato da Giovanni Trapattoni, con il quale vince il campionato nella stagione 2006-2007.
Il 29 maggio 2009 annuncia il ritiro dal calcio giocato.

#### Nazionale
Debutta nella nazionale maggiore croata nel dicembre 1996; vanta 83 presenze (una in meno del fratello) e 15 reti con la nazionale croata, della quale è stato il capitano dal 2004 al 2008; annuncia il ritiro dalla nazionale nel gennaio 2009, pochi mesi prima del ritiro dall'attività agonistica; la sua ultima presenza con la Croazia risale all'ottobre 2008. Con la selezione croata ha disputato 2 campionati del mondo (2002 e 2006) e 2 campionati d'Europa (2004 e 2008).

### Allenatore

#### Esordi e nazionale croata
Dopo aver allenato dal 2009 al 2011 la seconda squadra del Salisburgo, il 21 gennaio 2013 viene nominato, insieme al fratello, alla guida della nazionale croata Under-21. Il 16 ottobre 2013 il commissario tecnico Igor Štimac rassegna le dimissioni dalla nazionale maggiore e la panchina viene affidata al giovane Kovač. Il 9 settembre 2015, dopo una sconfitta contro la Norvegia nelle qualificazioni al campionato d'Europa 2016, viene esonerato.

#### Eintracht Francoforte
L'8 marzo 2016 subentra sulla panchina dell'Eintracht Francoforte all'esonerato Armin Veh. Con l'Eintracht consegue degli ottimi risultati: la salvezza il primo anno, l'undicesimo posto il secondo e la vittoria di Coppa di Germania contro il Bayern Monaco nel 2018, tornando a far vincere un trofeo al club di Francoforte 30 anni dopo l'ultima volta.

#### Bayern Monaco
Il 13 aprile 2018 il Bayern Monaco comunica l'ingaggio di Kovač come allenatore a decorrere dalla stagione 2018-2019. Dopo aver vinto la Supercoppa di Germania a inizio stagione (5-0 contro l'Eintracht Francoforte, sua ex squadra), a maggio conduce la squadra bavarese alla vittoria del campionato e della Coppa di Germania (3-0 in finale contro l'RB Lipsia); grazie a questi due successi, Kovač diventa il primo nella storia del calcio tedesco a conseguire un double sia da giocatore che da allenatore.
Il 3 novembre 2019, in seguito ad un avvio di stagione 2019-2020 contrassegnato da risultati altalenanti, il club comunica la rescissione consensuale del contratto con il tecnico, dopo la sconfitta per 5-1 sul campo dell'Eintracht Francoforte.

#### Monaco
Il 19 luglio 2020 viene ufficializzato come nuovo tecnico del Monaco, in sostituzione di Robert Moreno. Nella stagione 2020-2021 perde la finale di Coppa di Francia contro il Paris Saint-Germain, mentre in campionato ottiene il terzo posto, utile per la qualificazione alla UEFA Champions League. Il 1º gennaio 2022 viene sollevato dall'incarico di allenatore del club monegasco.

#### Wolfsburg
Il 24 maggio 2022 viene annunciato il suo ingaggio come nuovo allenatore del Wolfsburg, con il quale ottiene l'8º posto nel campionato 2022-2023, venendo tuttavia esonerato la stagione successiva nel mese di marzo dopo una striscia negativa di 11 partite senza vittoria e con la squadra al 14º posto.

#### Borussia Dortmund
Il 30 gennaio 2025 viene ingaggiato dal Borussia Dortmund, in quel momento 11º in Bundesliga, sottoscrivendo un accordo valido fino al 30 giugno 2026.

## Statistiche

### Presenze e reti nei club
Statistiche aggiornate al termine della carriera.
| Stagione                 | Club                     | Campionato               | Campionato | Campionato | Coppe nazionali | Coppe nazionali | Coppe nazionali | Coppe continentali | Coppe continentali | Coppe continentali | Altre coppe | Altre coppe | Altre coppe | Totale | Totale |
| Stagione                 | Club                     | Comp                     | Pres       | Reti       | Comp            | Pres            | Reti            | Comp               | Pres               | Reti               | Comp        | Pres        | Reti        | Pres   | Reti   |
| ------------------------ | ------------------------ | ------------------------ | ---------- | ---------- | --------------- | --------------- | --------------- | ------------------ | ------------------ | ------------------ | ----------- | ----------- | ----------- | ------ | ------ |
| 1990-1991                | Hertha Zehlendorf        | OL                       | 25         | 7          | -               | -               | -               | -                  | -                  | -                  | -           | -           | -           | 25     | 7      |
| 1991-1992                | Hertha Berlino II        | OL                       | 12         | 1          | -               | -               | -               | -                  | -                  | -                  | -           | -           | -           | 12     | 1      |
| 1991-1992                | Hertha Berlino           | 2L                       | 2+10       | 0          | CG              | 0               | 0               | -                  | -                  | -                  | -           | -           | -           | 12     | 0      |
| 1992-1993                | Hertha Berlino           | 2L                       | 42         | 1          | CG              | 3               | 0               | -                  | -                  | -                  | -           | -           | -           | 45     | 1      |
| 1993-1994                | Hertha Berlino           | 2L                       | 32         | 1          | CG              | 0               | 0               | -                  | -                  | -                  | -           | -           | -           | 32     | 1      |
| 1994-1995                | Hertha Berlino           | 2L                       | 31         | 2          | CG              | 1               | 0               | -                  | -                  | -                  | -           | -           | -           | 32     | 2      |
| 1995-1996                | Hertha Berlino           | 2L                       | 31         | 11         | CG              | 2               | 0               | -                  | -                  | -                  | -           | -           | -           | 33     | 11     |
| 1996-1997                | Bayer Leverkusen         | BL                       | 32         | 3          | CG              | 1               | 0               | -                  | -                  | -                  | -           | -           | -           | 33     | 3      |
| 1997-1998                | Bayer Leverkusen         | BL                       | 18         | 1          | CG+CdL          | 3+1             | 1+0             | UCL                | 7                  | 0                  | -           | -           | -           | 29     | 2      |
| 1998-1999                | Bayer Leverkusen         | BL                       | 27         | 4          | CG+CdL          | 1+2             | 0               | CU                 | 4                  | 0                  | -           | -           | -           | 34     | 4      |
| Totale Bayer Leverkusen  | Totale Bayer Leverkusen  | Totale Bayer Leverkusen  | 77         | 8          |                 | 8               | 1               |                    | 11                 | 0                  |             | -           | -           | 96     | 9      |
| 1999-2000                | Amburgo                  | BL                       | 30         | 8          | CG              | 1               | 0               | Int                | 6                  | 0                  | -           | -           | -           | 37     | 8      |
| 2000-2001                | Amburgo                  | BL                       | 25         | 4          | CG+CdL          | 1+1             | 0               | UCL+CU             | 8+1                | 1+0                | -           | -           | -           | 36     | 5      |
| Totale Amburgo           | Totale Amburgo           | Totale Amburgo           | 55         | 12         |                 | 3               | 0               |                    | 15                 | 1                  |             | -           | -           | 73     | 13     |
| 2001-2002                | Bayern Monaco            | BL                       | 16         | 2          | CG+CdL          | 3+1             | 1+0             | UCL                | 4                  | 0                  | SU+CInt     | 1+1         | 0           | 26     | 3      |
| 2002-2003                | Bayern Monaco            | BL                       | 18         | 1          | CG+CdL          | 4+1             | 0               | UCL                | 2                  | 1                  | -           | -           | -           | 25     | 2      |
| Totale Bayern Monaco     | Totale Bayern Monaco     | Totale Bayern Monaco     | 34         | 3          |                 | 9               | 1               |                    | 6                  | 1                  |             | 2           | 0           | 51     | 5      |
| 2003-2004                | Hertha Berlino II        | OL                       | 2          | 0          | -               | -               | -               | -                  | -                  | -                  | -           | -           | -           | 2      | 0      |
| Totale Hertha Berlino II | Totale Hertha Berlino II | Totale Hertha Berlino II | 14         | 1          |                 | -               | -               |                    | -                  | -                  |             | -           | -           | 14     | 1      |
| 2003-2004                | Hertha Berlino           | BL                       | 17         | 1          | CG+CdL          | 3+0             | 0               | CU                 | 1                  | 0                  | -           | -           | -           | 21     | 1      |
| 2004-2005                | Hertha Berlino           | BL                       | 30         | 4          | CG              | 1               | 0               | -                  | -                  | -                  | -           | -           | -           | 31     | 4      |
| 2005-2006                | Hertha Berlino           | BL                       | 28         | 3          | CG+CdL          | 3+1             | 1+0             | CU                 | 4                  | 0                  | -           | -           | -           | 36     | 4      |
| Totale Hertha Berlino    | Totale Hertha Berlino    | Totale Hertha Berlino    | 223        | 23         |                 | 14              | 1               |                    | 5                  | 0                  |             | -           | -           | 242    | 24     |
| 2006-2007                | Salisburgo               | BL                       | 28         | 6          | CA              | 1               | 0               | UCL+CU             | 4+2                | 0                  | -           | -           | -           | 35     | 6      |
| 2007-2008                | Salisburgo               | BL                       | 25         | 3          | CA              | 0               | 0               | UCL+CU             | 3+1                | 0                  | -           | -           | -           | 29     | 3      |
| 2008-2009                | Salisburgo               | BL                       | 12         | 0          | CA              | 0               | 0               | CU                 | 3                  | 0                  | -           | -           | -           | 15     | 0      |
| Totale Salisburgo        | Totale Salisburgo        | Totale Salisburgo        | 65         | 9          |                 | 1               | 0               |                    | 13                 | 0                  |             | -           | -           | 79     | 9      |
| Totale carriera          | Totale carriera          | Totale carriera          | 493        | 63         |                 | 35              | 3               |                    | 50                 | 2                  |             | 2           | 0           | 580    | 68     |

### Cronologia presenze e reti in nazionale
| Cronologia completa delle presenze e delle reti in nazionale ― Croazia | Cronologia completa delle presenze e delle reti in nazionale ― Croazia | Cronologia completa delle presenze e delle reti in nazionale ― Croazia | Cronologia completa delle presenze e delle reti in nazionale ― Croazia | Cronologia completa delle presenze e delle reti in nazionale ― Croazia | Cronologia completa delle presenze e delle reti in nazionale ― Croazia | Cronologia completa delle presenze e delle reti in nazionale ― Croazia | Cronologia completa delle presenze e delle reti in nazionale ― Croazia |
| Data                                                                   | Città                                                                  | In casa                                                                | Risultato                                                              | Ospiti                                                                 | Competizione                                                           | Reti                                                                   | Note                                                                   |
| ---------------------------------------------------------------------- | ---------------------------------------------------------------------- | ---------------------------------------------------------------------- | ---------------------------------------------------------------------- | ---------------------------------------------------------------------- | ---------------------------------------------------------------------- | ---------------------------------------------------------------------- | ---------------------------------------------------------------------- |
| 11-12-1996                                                             | Casablanca                                                             | Marocco                                                                | 2 – 2 (6 - 7 dtr)                                                      | Croazia                                                                | Trofeo di calcio Hassan II 1996 - Semifinale                           | -                                                                      | 46’                                                                    |
| 12-12-1996                                                             | Casablanca                                                             | Croazia                                                                | 1 – 1 (4 - 1 dtr)                                                      | Rep. Ceca                                                              | Trofeo di calcio Hassan II 1996 - Finale                               | -                                                                      |                                                                        |
| 29-3-1997                                                              | Spalato                                                                | Croazia                                                                | 1 – 1                                                                  | Danimarca                                                              | Qual. Mondiali 1998                                                    | -                                                                      |                                                                        |
| 11-10-1997                                                             | Lubiana                                                                | Slovenia                                                               | 1 – 3                                                                  | Croazia                                                                | Qual. Mondiali 1998                                                    | -                                                                      | 87’ 90’                                                                |
| 15-11-1997                                                             | Kiev                                                                   | Ucraina                                                                | 1 – 1                                                                  | Croazia                                                                | Qual. Mondiali 1998                                                    | -                                                                      | 57’                                                                    |
| 13-11-1999                                                             | Saint-Denis                                                            | Francia                                                                | 3 – 0                                                                  | Croazia                                                                | Amichevole                                                             | -                                                                      | 85’                                                                    |
| 23-2-2000                                                              | Spalato                                                                | Croazia                                                                | 0 – 0                                                                  | Spagna                                                                 | Amichevole                                                             | -                                                                      | 67’                                                                    |
| 29-3-2000                                                              | Zagabria                                                               | Croazia                                                                | 1 – 1                                                                  | Germania                                                               | Amichevole                                                             | 1                                                                      | 73’                                                                    |
| 26-4-2000                                                              | Vienna                                                                 | Austria                                                                | 1 – 2                                                                  | Croazia                                                                | Amichevole                                                             | -                                                                      |                                                                        |
| 28-5-2000                                                              | Zagabria                                                               | Croazia                                                                | 0 – 2                                                                  | Francia                                                                | Amichevole                                                             | -                                                                      |                                                                        |
| 16-8-2000                                                              | Bratislava                                                             | Slovacchia                                                             | 1 – 1                                                                  | Croazia                                                                | Amichevole                                                             | -                                                                      | 82’                                                                    |
| 2-9-2000                                                               | Bruxelles                                                              | Belgio                                                                 | 0 – 0                                                                  | Croazia                                                                | Qual. Mondiali 2002                                                    | -                                                                      | 11’                                                                    |
| 11-10-2000                                                             | Zagabria                                                               | Croazia                                                                | 1 – 1                                                                  | Scozia                                                                 | Qual. Mondiali 2002                                                    | -                                                                      | 89’                                                                    |
| 25-4-2001                                                              | Varaždin                                                               | Croazia                                                                | 2 – 2                                                                  | Grecia                                                                 | Amichevole                                                             | -                                                                      | 46’                                                                    |
| 2-6-2001                                                               | Varaždin                                                               | Croazia                                                                | 4 – 0                                                                  | San Marino                                                             | Qual. Mondiali 2002                                                    | -                                                                      | 64’                                                                    |
| 6-6-2001                                                               | Riga                                                                   | Lettonia                                                               | 0 – 1                                                                  | Croazia                                                                | Qual. Mondiali 2002                                                    | -                                                                      | 89’                                                                    |
| 15-8-2001                                                              | Dublino                                                                | Irlanda                                                                | 2 – 2                                                                  | Croazia                                                                | Amichevole                                                             | -                                                                      | 81’                                                                    |
| 5-9-2001                                                               | Serravalle                                                             | San Marino                                                             | 0 – 4                                                                  | Croazia                                                                | Qual. Mondiali 2002                                                    | 1                                                                      | 30’                                                                    |
| 17-4-2002                                                              | Zagabria                                                               | Croazia                                                                | 2 – 0                                                                  | Bosnia ed Erzegovina                                                   | Amichevole                                                             | -                                                                      | 46’                                                                    |
| 8-5-2002                                                               | Pécs                                                                   | Ungheria                                                               | 0 – 2                                                                  | Croazia                                                                | Amichevole                                                             | 1                                                                      | 72’                                                                    |
| 3-6-2002                                                               | Niigata                                                                | Croazia                                                                | 0 – 1                                                                  | Messico                                                                | Mondiali 2002 - 1º turno                                               | -                                                                      |                                                                        |
| 8-6-2002                                                               | Kashima                                                                | Italia                                                                 | 1 – 2                                                                  | Croazia                                                                | Mondiali 2002 - 1º turno                                               | -                                                                      |                                                                        |
| 13-6-2002                                                              | Yokohama                                                               | Ecuador                                                                | 1 – 0                                                                  | Croazia                                                                | Mondiali 2002 - 1º turno                                               | -                                                                      | 59’                                                                    |
| 21-8-2002                                                              | Varaždin                                                               | Croazia                                                                | 1 – 1                                                                  | Galles                                                                 | Amichevole                                                             | -                                                                      | 61’                                                                    |
| 29-3-2003                                                              | Zagabria                                                               | Croazia                                                                | 4 – 0                                                                  | Belgio                                                                 | Qual. Euro 2004                                                        | -                                                                      | 77’                                                                    |
| 2-4-2003                                                               | Varaždin                                                               | Croazia                                                                | 2 – 0                                                                  | Andorra                                                                | Qual. Euro 2004                                                        | -                                                                      | 46’ 73’                                                                |
| 30-4-2003                                                              | Solna                                                                  | Svezia                                                                 | 1 – 2                                                                  | Croazia                                                                | Amichevole                                                             | 1                                                                      | 46’                                                                    |
| 11-6-2003                                                              | Tallinn                                                                | Estonia                                                                | 0 – 1                                                                  | Croazia                                                                | Qual. Euro 2004                                                        | 1                                                                      |                                                                        |
| 20-8-2003                                                              | Ipswich                                                                | Inghilterra                                                            | 3 – 1                                                                  | Croazia                                                                | Amichevole                                                             | -                                                                      | 11’ 73’                                                                |
| 6-9-2003                                                               | Andorra la Vella                                                       | Andorra                                                                | 0 – 3                                                                  | Croazia                                                                | Qual. Euro 2004                                                        | 1                                                                      | 33’                                                                    |
| 10-9-2003                                                              | Bruxelles                                                              | Belgio                                                                 | 2 – 1                                                                  | Croazia                                                                | Qual. Euro 2004                                                        | -                                                                      | 83’                                                                    |
| 15-11-2003                                                             | Zagabria                                                               | Croazia                                                                | 1 – 1                                                                  | Slovenia                                                               | Qual. Euro 2004                                                        | -                                                                      |                                                                        |
| 19-11-2003                                                             | Lubiana                                                                | Slovenia                                                               | 0 – 1                                                                  | Croazia                                                                | Qual. Euro 2004                                                        | -                                                                      |                                                                        |
| 18-2-2004                                                              | Spalato                                                                | Croazia                                                                | 1 – 2                                                                  | Germania                                                               | Amichevole                                                             | -                                                                      | 55’                                                                    |
| 28-4-2004                                                              | Skopje                                                                 | Macedonia                                                              | 0 – 1                                                                  | Croazia                                                                | Amichevole                                                             | -                                                                      | 46’                                                                    |
| 29-5-2004                                                              | Fiume                                                                  | Croazia                                                                | 1 – 0                                                                  | Slovacchia                                                             | Amichevole                                                             | -                                                                      | 46’                                                                    |
| 5-6-2004                                                               | Copenaghen                                                             | Danimarca                                                              | 1 – 2                                                                  | Croazia                                                                | Amichevole                                                             | -                                                                      |                                                                        |
| 13-6-2004                                                              | Leiria                                                                 | Svizzera                                                               | 0 – 0                                                                  | Croazia                                                                | Euro 2004 - 1º turno                                                   | -                                                                      |                                                                        |
| 17-6-2004                                                              | Leiria                                                                 | Croazia                                                                | 2 – 2                                                                  | Francia                                                                | Euro 2004 - 1º turno                                                   | -                                                                      |                                                                        |
| 21-6-2004                                                              | Lisbona                                                                | Croazia                                                                | 2 – 4                                                                  | Inghilterra                                                            | Euro 2004 - 1º turno                                                   | 1                                                                      |                                                                        |
| 18-8-2004                                                              | Varaždin                                                               | Croazia                                                                | 1 – 0                                                                  | Israele                                                                | Amichevole                                                             | -                                                                      | cap.                                                                   |
| 4-9-2004                                                               | Reykjavík                                                              | Croazia                                                                | 3 – 0                                                                  | Ungheria                                                               | Qual. Mondiali 2006                                                    | -                                                                      | cap.                                                                   |
| 8-9-2004                                                               | Göteborg                                                               | Svezia                                                                 | 0 – 1                                                                  | Croazia                                                                | Qual. Mondiali 2006                                                    | -                                                                      | cap.                                                                   |
| 9-10-2004                                                              | Zagabria                                                               | Croazia                                                                | 2 – 2                                                                  | Bulgaria                                                               | Qual. Mondiali 2006                                                    | -                                                                      | cap.                                                                   |
| 16-11-2004                                                             | Dublino                                                                | Irlanda                                                                | 1 – 0                                                                  | Croazia                                                                | Amichevole                                                             | -                                                                      | cap.                                                                   |
| 9-2-2005                                                               | Gerusalemme                                                            | Israele                                                                | 3 – 3                                                                  | Croazia                                                                | Amichevole                                                             | -                                                                      | cap. 63’                                                               |
| 26-3-2005                                                              | Zagabria                                                               | Croazia                                                                | 4 – 0                                                                  | Islanda                                                                | Qual. Mondiali 2006                                                    | 2                                                                      | cap. 55’                                                               |
| 30-3-2005                                                              | Zagabria                                                               | Croazia                                                                | 3 – 0                                                                  | Malta                                                                  | Qual. Mondiali 2006                                                    | -                                                                      | cap. 77’                                                               |
| 4-6-2005                                                               | Sofia                                                                  | Bulgaria                                                               | 1 – 3                                                                  | Croazia                                                                | Qual. Mondiali 2006                                                    | -                                                                      | cap.                                                                   |
| 17-8-2005                                                              | Spalato                                                                | Croazia                                                                | 1 – 1                                                                  | Brasile                                                                | Amichevole                                                             | -                                                                      | cap. 87’                                                               |
| 3-9-2005                                                               | Reykjavík                                                              | Islanda                                                                | 1 – 3                                                                  | Croazia                                                                | Qual. Mondiali 2006                                                    | -                                                                      | cap.                                                                   |
| 7-9-2005                                                               | Ta' Qali                                                               | Malta                                                                  | 1 – 1                                                                  | Croazia                                                                | Qual. Mondiali 2006                                                    | -                                                                      | cap.                                                                   |
| 8-10-2005                                                              | Zagabria                                                               | Croazia                                                                | 1 – 0                                                                  | Svezia                                                                 | Qual. Mondiali 2006                                                    | -                                                                      | cap. 15’                                                               |
| 12-11-2005                                                             | Coimbra                                                                | Portogallo                                                             | 2 – 0                                                                  | Croazia                                                                | Amichevole                                                             | -                                                                      | cap.                                                                   |
| 1-3-2006                                                               | Basilea                                                                | Croazia                                                                | 3 – 2                                                                  | Argentina                                                              | Amichevole                                                             | -                                                                      | cap. 82’                                                               |
| 23-5-2006                                                              | Vienna                                                                 | Austria                                                                | 1 – 4                                                                  | Croazia                                                                | Amichevole                                                             | -                                                                      | cap. 57’                                                               |
| 28-5-2006                                                              | Osijek                                                                 | Croazia                                                                | 2 – 2                                                                  | Iran                                                                   | Amichevole                                                             | -                                                                      | cap. 23’                                                               |
| 7-6-2006                                                               | Lancy                                                                  | Croazia                                                                | 1 – 2                                                                  | Spagna                                                                 | Amichevole                                                             | -                                                                      | cap. 68’                                                               |
| 13-6-2006                                                              | Berlino                                                                | Brasile                                                                | 1 – 0                                                                  | Croazia                                                                | Mondiali 2006 - 1º turno                                               | -                                                                      | cap. 32’ 40’                                                           |
| 18-6-2006                                                              | Norimberga                                                             | Giappone                                                               | 0 – 0                                                                  | Croazia                                                                | Mondiali 2006 - 1º turno                                               | -                                                                      | cap.                                                                   |
| 22-6-2006                                                              | Stoccarda                                                              | Croazia                                                                | 2 – 2                                                                  | Australia                                                              | Mondiali 2006 - 1º turno                                               | 1                                                                      | cap.                                                                   |
| 16-8-2006                                                              | Livorno                                                                | Italia                                                                 | 0 – 2                                                                  | Croazia                                                                | Amichevole                                                             | -                                                                      | cap. 46’                                                               |
| 6-9-2006                                                               | Mosca                                                                  | Russia                                                                 | 0 – 0                                                                  | Croazia                                                                | Qual. Euro 2008                                                        | -                                                                      | cap.                                                                   |
| 7-10-2006                                                              | Zagabria                                                               | Croazia                                                                | 7 – 0                                                                  | Andorra                                                                | Qual. Euro 2008                                                        | -                                                                      | cap. 69’                                                               |
| 11-10-2006                                                             | Zagabria                                                               | Croazia                                                                | 2 – 0                                                                  | Inghilterra                                                            | Qual. Euro 2008                                                        | -                                                                      | cap. 63’                                                               |
| 15-11-2006                                                             | Tel Aviv                                                               | Israele                                                                | 3 – 4                                                                  | Croazia                                                                | Qual. Euro 2008                                                        | -                                                                      | cap.                                                                   |
| 24-3-2007                                                              | Zagabria                                                               | Croazia                                                                | 2 – 1                                                                  | Macedonia                                                              | Qual. Euro 2008                                                        | -                                                                      | cap.                                                                   |
| 2-6-2007                                                               | Tallinn                                                                | Estonia                                                                | 0 – 1                                                                  | Croazia                                                                | Qual. Euro 2008                                                        | -                                                                      | cap.                                                                   |
| 6-6-2007                                                               | Zagabria                                                               | Croazia                                                                | 0 – 0                                                                  | Russia                                                                 | Qual. Euro 2008                                                        | -                                                                      | cap.                                                                   |
| 22-8-2007                                                              | Sarajevo                                                               | Bosnia ed Erzegovina                                                   | 3 – 5                                                                  | Croazia                                                                | Amichevole                                                             | 2                                                                      | cap.                                                                   |
| 8-9-2007                                                               | Zagabria                                                               | Croazia                                                                | 2 – 0                                                                  | Estonia                                                                | Qual. Euro 2008                                                        | -                                                                      | cap.                                                                   |
| 17-11-2007                                                             | Skopje                                                                 | Macedonia                                                              | 2 – 0                                                                  | Croazia                                                                | Qual. Euro 2008                                                        | -                                                                      | cap.                                                                   |
| 21-11-2007                                                             | Londra                                                                 | Inghilterra                                                            | 2 – 3                                                                  | Croazia                                                                | Qual. Euro 2008                                                        | -                                                                      | cap.                                                                   |
| 6-2-2008                                                               | Spalato                                                                | Croazia                                                                | 0 – 3                                                                  | Paesi Bassi                                                            | Amichevole                                                             | -                                                                      | cap. 70’                                                               |
| 26-3-2008                                                              | Glasgow                                                                | Scozia                                                                 | 1 – 1                                                                  | Croazia                                                                | Amichevole                                                             | -                                                                      | cap. 45’ 46’                                                           |
| 24-5-2008                                                              | Fiume                                                                  | Croazia                                                                | 1 – 0                                                                  | Moldavia                                                               | Amichevole                                                             | 1                                                                      | cap. 59’                                                               |
| 31-5-2008                                                              | Budapest                                                               | Ungheria                                                               | 1 – 1                                                                  | Croazia                                                                | Amichevole                                                             | 1                                                                      | cap.                                                                   |
| 8-6-2008                                                               | Vienna                                                                 | Austria                                                                | 0 – 1                                                                  | Croazia                                                                | Euro 2008 - 1º turno                                                   | -                                                                      | cap.                                                                   |
| 12-6-2008                                                              | Klagenfurt am Wörthersee                                               | Croazia                                                                | 2 – 1                                                                  | Germania                                                               | Euro 2008 - 1º turno                                                   | -                                                                      | cap.                                                                   |
| 20-6-2008                                                              | Vienna                                                                 | Croazia                                                                | 1 – 1 dts (1 – 3 dtr)                                                  | Turchia                                                                | Euro 2008 - Quarti di finale                                           | -                                                                      | cap.                                                                   |
| 6-9-2008                                                               | Zagabria                                                               | Croazia                                                                | 3 – 0                                                                  | Kazakistan                                                             | Qual. Mondiali 2010                                                    | 1                                                                      | cap.                                                                   |
| 10-9-2008                                                              | Zagabria                                                               | Croazia                                                                | 1 – 4                                                                  | Inghilterra                                                            | Qual. Mondiali 2010                                                    | -                                                                      | cap. 60’                                                               |
| 11-10-2008                                                             | Charkiv                                                                | Ucraina                                                                | 0 – 0                                                                  | Croazia                                                                | Qual. Mondiali 2010                                                    | -                                                                      | cap. 45’                                                               |
| Totale                                                                 |                                                                        | Presenze                                                               | 83                                                                     |                                                                        | Reti (10º posto)                                                       | 15                                                                     |                                                                        |

### Statistiche da allenatore

#### Club
Statistiche aggiornate al 17 maggio 2025. In grassetto le competizioni vinte.
| Stagione                     | Squadra                      | Campionato                   | Campionato | Campionato | Campionato | Campionato | Coppe nazionali | Coppe nazionali | Coppe nazionali | Coppe nazionali | Coppe nazionali | Coppe continentali | Coppe continentali | Coppe continentali | Coppe continentali | Coppe continentali | Altre coppe | Altre coppe | Altre coppe | Altre coppe | Altre coppe | Totale | Totale | Totale | Totale | % Vittorie | Piazzamento |
| Stagione                     | Squadra                      | Comp                         | G          | V          | N          | P          | Comp            | G               | V               | N               | P               | Comp               | G                  | V                  | N                  | P                  | Comp        | G           | V           | N           | P           | G      | V      | N      | P      | %          | Piazzamento |
| ---------------------------- | ---------------------------- | ---------------------------- | ---------- | ---------- | ---------- | ---------- | --------------- | --------------- | --------------- | --------------- | --------------- | ------------------ | ------------------ | ------------------ | ------------------ | ------------------ | ----------- | ----------- | ----------- | ----------- | ----------- | ------ | ------ | ------ | ------ | ---------- | ----------- |
| mar.-giu. 2016               | Eintracht Francoforte        | BL                           | 9+2        | 4+1        | 0+1        | 5+0        | CG              | -               | -               | -               | -               | -                  | -                  | -                  | -                  | -                  | -           | -           | -           | -           | -           | 11     | 5      | 1      | 5      | 45,45      | Sub. 16º    |
| 2016-2017                    | Eintracht Francoforte        | BL                           | 34         | 11         | 9          | 14         | CG              | 6               | 2               | 3               | 1               | -                  | -                  | -                  | -                  | -                  | -           |             | -           | -           | -           | 40     | 13     | 12     | 15     | 32,50      | 11º         |
| 2017-2018                    | Eintracht Francoforte        | BL                           | 34         | 14         | 7          | 13         | CG              | 6               | 6               | 0               | 0               | -                  | -                  | -                  | -                  | -                  | -           | -           | -           | -           | -           | 40     | 20     | 7      | 13     | 50,00      | 8º          |
| Totale Eintracht Francoforte | Totale Eintracht Francoforte | Totale Eintracht Francoforte | 79         | 30         | 17         | 32         |                 | 12              | 8               | 3               | 1               |                    | -                  | -                  | -                  | -                  |             | -           | -           | -           | -           | 91     | 38     | 20     | 33     | 41,76      |             |
| 2018-2019                    | Bayern Monaco                | BL                           | 34         | 24         | 6          | 4          | CG              | 6               | 6               | 0               | 0               | UCL                | 8                  | 4                  | 3                  | 1                  | SG          | 1           | 1           | 0           | 0           | 49     | 35     | 9      | 5      | 71,43      | 1º          |
| lug.-nov. 2019               | Bayern Monaco                | BL                           | 10         | 5          | 3          | 2          | CG              | 2               | 2               | 0               | 0               | UCL                | 3                  | 3                  | 0                  | 0                  | SG          | 1           | 0           | 0           | 1           | 16     | 10     | 3      | 3      | 62,50      | Resc. cons. |
| Totale Bayern Monaco         | Totale Bayern Monaco         | Totale Bayern Monaco         | 44         | 29         | 9          | 6          |                 | 8               | 8               | 0               | 0               |                    | 11                 | 7                  | 3                  | 1                  |             | 2           | 1           | 0           | 1           | 65     | 45     | 12     | 8      | 69,23      |             |
| 2020-2021                    | Monaco                       | L1                           | 38         | 24         | 6          | 8          | CF              | 6               | 4               | 1               | 1               | -                  | -                  | -                  | -                  | -                  | -           | -           | -           | -           | -           | 44     | 28     | 7      | 9      | 63,64      | 3º          |
| 2021-gen. 2022               | Monaco                       | L1                           | 19         | 8          | 5          | 6          | CF              | 1               | 1               | 0               | 0               | UCL+UEL            | 4+6                | 2+3                | 1+3                | 1+0                | -           | -           | -           | -           | -           | 30     | 14     | 9      | 7      | 46,67      | Eson.       |
| Totale Monaco                | Totale Monaco                | Totale Monaco                | 57         | 32         | 11         | 14         |                 | 7               | 5               | 1               | 1               |                    | 10                 | 5                  | 4                  | 1                  |             | -           | -           | -           | -           | 74     | 42     | 16     | 16     | 56,76      |             |
| 2022-2023                    | Wolfsburg                    | BL                           | 34         | 13         | 10         | 11         | CG              | 3               | 2               | 0               | 1               | -                  | -                  | -                  | -                  | -                  | -           | -           | -           | -           | -           | 37     | 15     | 10     | 12     | 40,54      | 8º          |
| 2023-mar. 2024               | Wolfsburg                    | BL                           | 26         | 6          | 7          | 13         | CG              | 3               | 2               | 0               | 1               | -                  | -                  | -                  | -                  | -                  | -           | -           | -           | -           | -           | 29     | 8      | 7      | 14     | 27,59      | Eson.       |
| Totale Wolfsburg             | Totale Wolfsburg             | Totale Wolfsburg             | 60         | 19         | 17         | 24         |                 | 6               | 4               | 0               | 2               |                    | -                  | -                  | -                  | -                  |             | -           | -           | -           | -           | 66     | 23     | 17     | 26     | 34,85      |             |
| gen.-giu. 2025               | Borussia Dortmund            | BL                           | 14         | 9          | 1          | 4          | CG              | -               | -               | -               | -               | UCL                | 6                  | 3                  | 2                  | 1                  | Cmc         | 5           | 3           | 1           | 1           | 25     | 15     | 4      | 6      | 60,00      | Sub., 4º    |
| 2025-2026                    | Borussia Dortmund            | BL                           | 0          | 0          | 0          | 0          | CG              | 0               | 0               | 0               | 0               | UCL                | 0                  | 0                  | 0                  | 0                  | -           | -           | -           | -           | -           | 0      | 0      | 0      | 0      | —          | in corso    |
| Totale Borussia Dortmund     | Totale Borussia Dortmund     | Totale Borussia Dortmund     | 14         | 9          | 1          | 4          |                 | 0               | 0               | 0               | 0               |                    | 6                  | 3                  | 2                  | 1                  |             | 5           | 3           | 1           | 1           | 25     | 15     | 4      | 6      | 60,00      |             |
| Totale carriera              | Totale carriera              | Totale carriera              | 254        | 119        | 55         | 80         |                 | 33              | 25              | 4               | 4               |                    | 27                 | 15                 | 9                  | 3                  |             | 7           | 4           | 1           | 2           | 321    | 163    | 69     | 89     | 50,78      |             |

#### Nazionale
| Squadra      | Naz                | dal             | al               | Record | Record | Record | Record | Record | Record | Record | Record     |
| Squadra      | Naz                | dal             | al               | G      | V      | N      | P      | GF     | GS     | DR     | % Vittorie |
| ------------ | ------------------ | --------------- | ---------------- | ------ | ------ | ------ | ------ | ------ | ------ | ------ | ---------- |
| Croazia U-21 | Croazia (bandiera) | 21 gennaio 2013 | 16 ottobre 2013  | 6      | 5      | 0      | 1      | 16     | 2      | +14    | 83,33      |
| Croazia      | Croazia (bandiera) | 16 ottobre 2013 | 9 settembre 2015 | 19     | 10     | 5      | 4      | 36     | 16     | +20    | 52,63      |
| Totale       | Totale             | Totale          | Totale           | 25     | 15     | 5      | 5      | 52     | 18     | +34    | 60,00      |

#### Nazionale nel dettaglio
| 2013             | Croazia        | Qual. Mondiale 2014(Play-off) | Qualificato                     | 2  | 1  | 1 | 0 | 50,00 | 2  | 0  | +2  |
| giu. 2014        | Croazia        | Mondiale 2014                 | Fase a gironi (3º nel gruppo A) | 3  | 1  | 0 | 2 | 33,33 | 6  | 6  | 0   |
| 2014             | Croazia        | Qual. Europeo 2016            | Esonerato                       | 4  | 3  | 1 | 0 | 75,00 | 10 | 1  | +9  |
| 2015             | Croazia        | Qual. Europeo 2016            | Esonerato                       | 4  | 1  | 2 | 1 | 25,00 | 6  | 4  | +2  |
| Dal 2013 al 2015 | Croazia        | Amichevoli                    |                                 | 6  | 4  | 1 | 1 | 66,67 | 12 | 5  | +7  |
| Totale Croazia   | Totale Croazia | Totale Croazia                | Totale Croazia                  | 19 | 10 | 5 | 4 | 52,63 | 36 | 16 | +20 |

#### Panchine da commissario tecnico della nazionale croata
| Cronologia completa delle presenze e delle reti in nazionale ― Croazia | Cronologia completa delle presenze e delle reti in nazionale ― Croazia | Cronologia completa delle presenze e delle reti in nazionale ― Croazia | Cronologia completa delle presenze e delle reti in nazionale ― Croazia | Cronologia completa delle presenze e delle reti in nazionale ― Croazia | Cronologia completa delle presenze e delle reti in nazionale ― Croazia | Cronologia completa delle presenze e delle reti in nazionale ― Croazia       | Cronologia completa delle presenze e delle reti in nazionale ― Croazia |
| Data                                                                   | Città                                                                  | In casa                                                                | Risultato                                                              | Ospiti                                                                 | Competizione                                                           | Reti                                                                         | Note                                                                   |
| ---------------------------------------------------------------------- | ---------------------------------------------------------------------- | ---------------------------------------------------------------------- | ---------------------------------------------------------------------- | ---------------------------------------------------------------------- | ---------------------------------------------------------------------- | ---------------------------------------------------------------------------- | ---------------------------------------------------------------------- |
| 15-11-2013                                                             | Reykjavík                                                              | Islanda                                                                | 0 – 0                                                                  | Croazia                                                                | Qual. Mondiali 2014                                                    | -                                                                            | Cap: D.Srna                                                            |
| 19-11-2013                                                             | Zagabria                                                               | Croazia                                                                | 2 – 0                                                                  | Islanda                                                                | Qual. Mondiali 2014                                                    | Mario Mandžukić Darijo Srna                                                  | Cap: D.Srna                                                            |
| 5-3-2014                                                               | San Gallo                                                              | Svizzera                                                               | 2 – 2                                                                  | Croazia                                                                | Amichevole                                                             | 2 Ivica Olić                                                                 | Cap: D.Srna                                                            |
| 31-5-2014                                                              | Osijek                                                                 | Croazia                                                                | 2 – 1                                                                  | Mali                                                                   | Amichevole                                                             | 2 Ivan Perišić                                                               | Cap: D.Srna                                                            |
| 7-6-2014                                                               | Salvador                                                               | Australia                                                              | 0 – 1                                                                  | Croazia                                                                | Amichevole                                                             | Nikica Jelavić                                                               | Cap: D.Srna                                                            |
| 12-6-2014                                                              | San Paolo                                                              | Brasile                                                                | 3 – 1                                                                  | Croazia                                                                | Mondiali 2014 - 1º turno                                               | autorete                                                                     | Cap: D.Srna                                                            |
| 19-6-2014                                                              | Manaus                                                                 | Camerun                                                                | 0 – 4                                                                  | Croazia                                                                | Mondiali 2014 - 1º turno                                               | Ivica Olić Ivan Perišić 2 Mario Mandžukić                                    | Cap: D.Srna                                                            |
| 23-6-2014                                                              | Recife                                                                 | Croazia                                                                | 1 – 3                                                                  | Messico                                                                | Mondiali 2014 - 1º turno                                               | Ivan Perišić                                                                 | Cap: D.Srna                                                            |
| 4-9-2014                                                               | Pola                                                                   | Croazia                                                                | 2 – 0                                                                  | Cipro                                                                  | Amichevole                                                             | 2 Mario Mandžukić                                                            | Cap: D.Srna                                                            |
| 9-9-2014                                                               | Zagabria                                                               | Croazia                                                                | 2 – 0                                                                  | Malta                                                                  | Qual. Euro 2016                                                        | Luka Modrić Andrej Kramarić                                                  | Cap: D.Srna                                                            |
| 10-10-2014                                                             | Sofia                                                                  | Bulgaria                                                               | 0 – 1                                                                  | Croazia                                                                | Qual. Euro 2016                                                        | autorete                                                                     | Cap: D.Srna                                                            |
| 13-10-2014                                                             | Osijek                                                                 | Croazia                                                                | 6 – 0                                                                  | Azerbaigian                                                            | Qual. Euro 2016                                                        | Andrej Kramarić 2 Ivan Perišić Marcelo Brozović Luka Modrić (rig.) autorete  | Cap: D.Srna                                                            |
| 12-11-2014                                                             | Londra                                                                 | Argentina                                                              | 2 – 1                                                                  | Croazia                                                                | Amichevole                                                             | Anas Sharbini                                                                | Cap: S.Vrsaljko                                                        |
| 16-11-2014                                                             | Milano                                                                 | Italia                                                                 | 1 – 1                                                                  | Croazia                                                                | Qual. Euro 2016                                                        | Ivan Perišić                                                                 | Cap: D.Srna                                                            |
| 28-3-2015                                                              | Zagabria                                                               | Croazia                                                                | 5 – 1                                                                  | Norvegia                                                               | Qual. Euro 2016                                                        | Marcelo Brozović Ivan Perišić Ivica Olić Gordon Schildenfeld Danijel Pranjić | Cap: D.Srna                                                            |
| 7-6-2015                                                               | Varaždin                                                               | Croazia                                                                | 4 – 0                                                                  | Gibilterra                                                             | Amichevole                                                             | Anas Sharbini Mateo Kovačić Mario Mandžukić (rig.) Andrej Kramarić           | Cap: M.Mandžukić                                                       |
| 12-6-2015                                                              | Spalato                                                                | Croazia                                                                | 1 – 1                                                                  | Italia                                                                 | Qual. Euro 2016                                                        | Mario Mandžukić                                                              | Cap: D.Srna                                                            |
| 3-9-2015                                                               | Baku                                                                   | Azerbaigian                                                            | 0 – 0                                                                  | Croazia                                                                | Qual. Euro 2016                                                        | -                                                                            | Cap: L.Modrić                                                          |
| 6-9-2015                                                               | Oslo                                                                   | Norvegia                                                               | 2 – 0                                                                  | Croazia                                                                | Qual. Euro 2016                                                        | -                                                                            | Cap: D.Srna                                                            |
| Totale                                                                 |                                                                        | Presenze                                                               | 19                                                                     |                                                                        | Reti                                                                   | 36                                                                           |                                                                        |

## Palmarès

### Giocatore

#### Competizioni nazionali
- Campionato tedesco: 1

Bayern Monaco: 2002-2003
- Coppa di Germania: 1

Bayern Monaco: 2002-2003
- Campionato austriaco: 2

Red Bull Salisburgo: 2006-2007, 2008-2009

#### Competizioni internazionali
- Coppa Intercontinentale: 1

Bayern Monaco: 2001

### Allenatore
- Coppa di Germania: 2

Eintracht Francoforte: 2017-2018
Bayern Monaco: 2018-2019
- Supercoppa di Germania: 1

Bayern Monaco: 2018
- Campionato tedesco: 1

Bayern Monaco: 2018-2019